# Ōshima (Tokyo)
La Cittadina di Ōshima (大島町?, Ōshima-machi) è una municipalità del Giappone facente parte dell'omonima Sottoprefettura di Ōshima, il cui territorio ricade sotto la giurisdizione del Governo Metropolitano di Tokyo. Il territorio comunale coincide con quello di Izu Ōshima, la più grande delle isole Izu, arcipelago al largo delle coste centro-orientali di Honshū, l'isola più grande del Giappone.

## Geografia fisica
Izu-Ōshima si trova nell'Oceano Pacifico a sud della baia di Sagami e ad est della penisola di Izu. Il territorio dell'isola è dominato dallo stratovulcano attivo del Monte Mihara, la cui cima è 764 m s.l.m.
Il centro abitato più grande dell'isola è Motomachi, che si trova sul lato nordoccidentale del vulcano, mentre l'insediamento di Habu è situato all'estremità meridionale.

## Storia
Sull'isola sono state trovate testimonianze di insediamenti umani risalenti a 7.500 anni fa. Durante il Giappone feudale l'arcipelago faceva parte della Provincia di Izu. Nel periodo Meiji vi fu la modernizzazione di Ōshima, nel 1872 fu inaugurata la prima scuola pubblica e nel 1875 un ufficio postale. In quegli stessi anni vennero istituiti collegamenti marittimi con la terraferma. Attraverso la penisola di Izu furono intensificati gli scambi commerciali con i porti di Tokyo e Yokohama.
Nel 1878 Izu Ōshima fu posta sotto la giurisdizione della Prefettura di Tokyo, mentre nel 1908 il territorio dell'isola venne suddiviso amministrativamente in sei villaggi. Nel 1933 fu costruita nell'isola la prima strada per automobili, e nel 1934 fu installata la prima linea telefonica che collegava Ōshima con il resto del paese.
Durante la guerra del Pacifico, Ōshima fu un porto di collegamento per i rifornimenti militari diretti alle isole Ogasawara. La Marina imperiale giapponese utilizzò il porto di Habu come base di un comando di imbarcazioni militari. Nel 1944 stazionarono nell'isola 10.000 soldati, che si esercitarono per le battaglie. Nel 1945 fu dato ordine di evacuare l'isola, ma alcuni vi rimasero. Con la fine del conflitto e la sconfitta giapponese, Ōshima nel 1946 fu occupata dagli Alleati. Tra il 1950 ed il 1951 un'eruzione aprì un nuovo cratere del vulcano Mihara.
Nel 1955 Ōshima ha ottenuto lo status di cittadina, grazie alla fusione dei villaggi di Okada, Motomura, Senzu, Nomashi, Sashikiji e Habuminato. Un grande incendio ha distrutto durante la notte tra l'11 e il 12 gennaio 1965 buona parte di Motomachi. Nel 1986 si è registrata la più grande eruzione del Mihara in oltre 200 anni, che costrinse tutta la popolazione dell'isola a rifugiarsi sulla terraferma.

## Società

### Evoluzione demografica
Dagli oltre 10.700 abitanti degli anni ottanta si è passati a meno di 9.000 nel 2005. A tutto il 1º ottobre del 2009 erano rimasti in 8.845, distribuiti su una superficie di 91,06 km², per una densità di 92,83 ab./km².

## Economia
A tutto il 2006 vi era un totale di 723 aziende che impiegavano 4.106 lavoratori, di cui 700 nel commercio e più di 500 nel settore alberghiero e della ristorazione. La principale fonte di introiti è rappresentata dal turismo. Nel 2007 a Ōshima sono arrivati 233.753 visitatori, ospitati nelle strutture alberghiere che contavano oltre 4.500 posti letto.

## Infrastrutture e trasporti
Nei pressi di Motomachi sorge l'aeroporto di Ōshima, da cui partono regolari voli per Tokyo-Haneda, Chōfu e Hachijō.
Dai porti di Motomachi, nell'ovest dell'isola, e da quello settentrionale di Okata partono i collegamenti marittimi giornalieri verso Tokyo, Yokohama, Atami e le altre isole Izu. Il porto meridionale di Habu ed altri minori sono utilizzati prevalentemente dai percherecci.
I trasporti interni sono garantiti da diverse linee di autobus che raggiungono le principali località dell'isola.

## Attrazioni turistiche
Una delle attrazioni principali è il grande cratere del vulcano Mihara, dal quale si può ammirare il panorama circostante. L'attività vulcanica è collegata con i diversi stabilimenti termali di acqua calda solforosa (Onsen). Nella zona sudoccidentale del monte si è creata una conformazione di rocce chiamata dai giapponesi come il dolce baumkuchen (baumukūhen?), che testimonia le eruzioni degli ultimi 1,5 milioni di anni. Nell'isola vi è un museo del vulcano ed il museo di storia locale Kyodo shirōkan. Diversi santuari che si trovano intorno al Monte Mihara documentano l'antico significato religioso del vulcano.
Da gennaio a marzo, il "Parco della Prefettura di Ōshima" (toritsu Ōshima kōen) ospita il Festival della Camelia (Tsubaki-matsuri), nel periodo in cui fioriscono i 5000 arbusti di camelia dell'isola.